# Anders Hultgård
Anders Hultgård (* 23. Dezember 1936 in Stettin) ist ein schwedischer Religionswissenschaftler und Theologe.
Nach dem Abitur 1955 in Norrköping leistete Hultgård zunächst den Wehrdienst. Danach studierte er in Uppsala deutsche, französische und griechische Literatur. In diesen Fächern legte er 1962 den Magister ab, um anschließend bis 1965 Evangelische Theologie mit dem Abschluss des kandidatexamen zu studieren.
Nach dem Studium folgte eine praktisch-theologische Ausbildung und Ordination zum Geistlichen in der Schwedischen Lutherischen Kirche. 1971 wurde Hultgård bei seinem Lehrer Geo Widengren mit einer Studie über die Eschatologie eines Pseudepigraphs, den Testamenten der zwölf Patriarchen, promoviert. Seit 1971 hatte er in Uppsala eine Stelle als Lektor für Religionsgeschichte inne, für dieses Fach hatte er bereits in seinem Studium zunehmendes Interesse entwickelt. In Religionsgeschichte und Religionspsychologie  wurde er dort 1975 habilitiert. Es folgte bis 1985 eine Dozentur in einer Forschungsstelle. Im Jahr 1978 und 1980 hielt er sich einige Monate als Direktor des Schwedischen Theologischen Instituts in Jerusalem auf, wo er auch eine archäologische Expedition leitete. Von 1985 bis 1990 war er Professor für Religionswissenschaft an der Universität Bergen. Im Frühjahr 1990 folgte eine Gastprofessor an der University of California in Santa Barbara. Nach der Rückkehr nach Uppsala 1995 wurde er auf den neu eingerichteten Lehrstuhl für Religionsgeschichte mit besonderer Berücksichtigung der indoeuropäischen Religionen berufen.
Hultgård ist seit 1972 Mitglied der Nathan-Söderblom-Gesellschaft, seit 1997 Mitglied der Kungliga Humanistiska Vetenskapssamfundet i Uppsala und seit 2001 Mitglied der Königlichen Gustav-Adolfs-Akademie für schwedische Volkskultur.